# ネイパービル (イリノイ州)

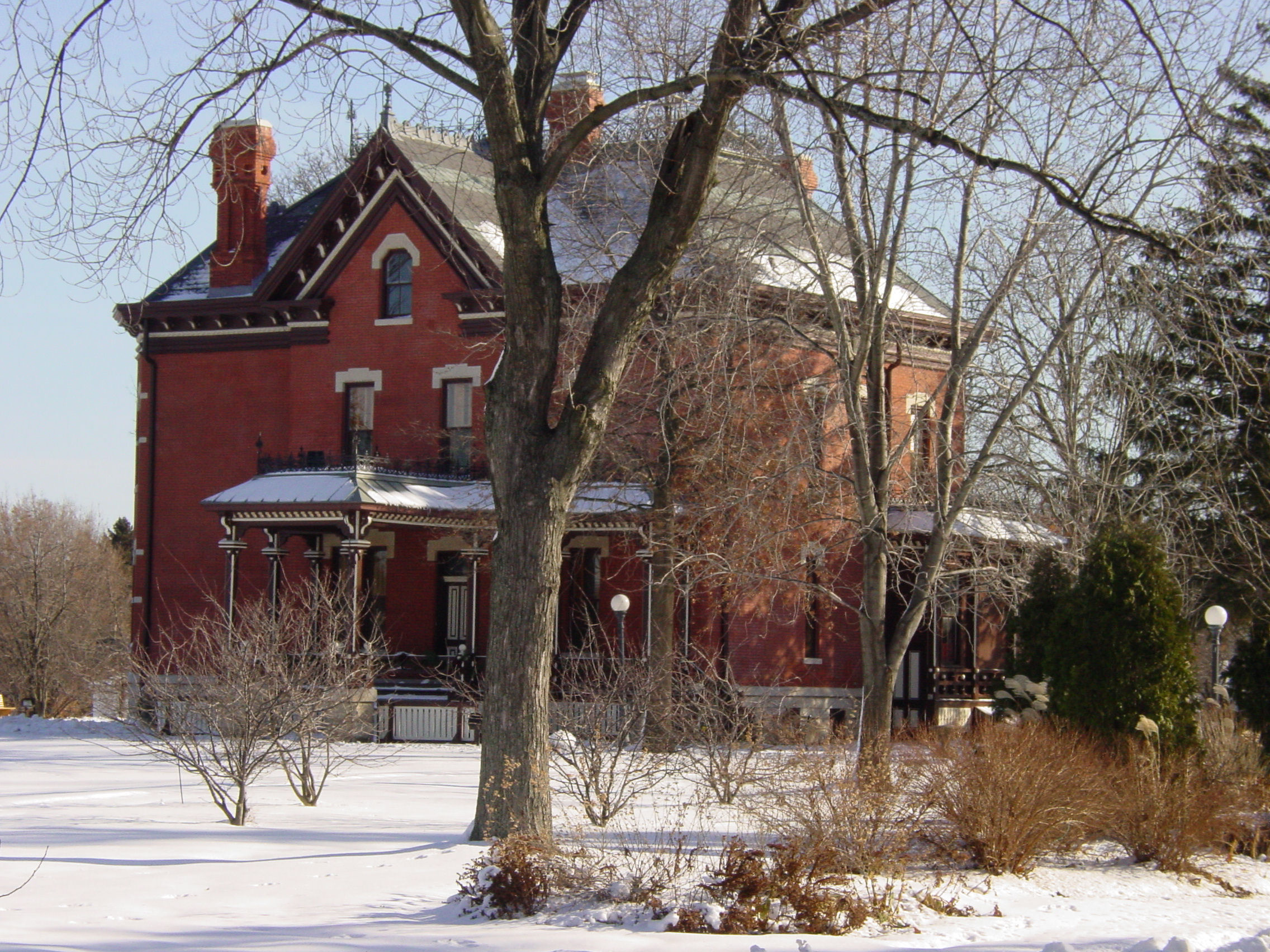
マーティン・ミッチェル邸宅、ネイパー開拓地屋外博物館内

ネイパービル（英: Naperville、英語発音: [ˈneɪpərvɪl]）は、アメリカ合衆国イリノイ州のデュページ郡にある都市。シカゴの西45キロメートルに位置している。人口は14万9540人（2020年）。市域の一部はウィル郡に入っている。
シカゴ都市圏の拡大に合わせて1960年から2000年頃まで高い人口増加を記録した。1990年代にはアメリカ合衆国で成長速度の速い都市10傑に入っていた。近年、人口は安定している。
かつては農業町だったネイパービルは、1990年代に世界的に知られた公立学校などに職と環境を求めて入ってきた専門職がいたために、富裕な都市に変遷してきた。市内には、ナルコ・ホールディング社、テラブス、アルカテル・ルーセントおよびBPの北アメリカ化学事業本社などハイテク企業が多くある。2008年、フォーチュンが選定したアメリカ合衆国で「住みよく事業を始めるのに」適した場所として、100箇所のうちの29位にランクされた。2006年、雑誌「マネー」では、毎年のアメリカの住みたい小都市調査で第2位に位置付けた。2005年と2008年の調査では第3位だった。

## 歴史
1831年7月、ジョセフ・ネイパーが家族や友人と友にデュページ川の両岸に到着し、後に「ネイパー開拓地」と呼ばれた所に入植した。これら当初の開拓者の中には、ネイパーの妻アルメダ・ランドン、弟のジョンとその妻ベッツィ・ゴフ、妹のエイミーとその夫ジョン・マレー、および母のサラがいた。彼等はネイパーの兄弟のスクーナーテレグラフ号で五大湖のうちの3つを通り、2ヶ月近く旅をした後に到着していた。この旅に同行した幾つかの家族はまだできて間もない後にシカゴとなった場所に留まった者達もいた。その中にはデクスター・グレイブスの家族がおり、ロラド・タフトの彫像で知られるグレースランド墓地に埋葬されている。
1832年までに100人以上の開拓者が到着していた。これらの開拓者はソーク族インディアンからの攻撃が予測されたために一時的にディアボーン砦に待避した。ネイパー開拓地にペイン砦が建設されてから開拓者が戻り、インディアンの攻撃は起こらなかった。この開拓地がシカゴからガリーナに至る道路の駅馬車停車場になったので、1834年にプレエンプション・ハウスが建設された。ペイン砦とプレエンプション・ハウスを再建したものが現在も残っており、これらは1968年にこの地域社会最古の建造物を保存するためにネイパービル遺産協会とネイパービル公園管区によって初めて建設されたものだった。
1839年にクック郡からデュページ郡が分離した後、ネイパー開拓地はデュページ郡の郡庁所在地になり、1868年まで続いた。1857年にはネイパービル村として法人化され、この時の人口は約2,000人だった。さらに1890年には市制が布かれた。ネイパービルは暫く田園地帯のままだったが、1960年代に人口の爆発が起こり、さらに1980年代と1990年代にイースト・ウェスト有料道路（現在はロナルド・レーガン記念有料道路と呼ばれている）とノース・サウス有料道路が建設された後に人口が増えた。1990年以降、シカゴ都市圏のスプロール現象で企業、働き口および富がこの地域に移ってきたので、市の大きさは4倍にもなった。
ネイパービルは少なくとも1970年までベッドタウンだった。1968年、当時のミルトン・ストーファー市長が「トラブルが起きるかも知れない。黒人の家族がネイパービルの何処かに入ってきても直ぐに対処できない可能性がある。」と語った。当時の住人23,835人のうちアフリカ系アメリカ人は43人に過ぎず、そのうち20人は住み込みの家僕だった。1970年頃、町で最古のカトリック教会の神父は、ネイパービルではアフリカ系アメリカ人が拒絶されるのが常であり、日没後に市内に留まることを認められないと言った。2000年国勢調査では住人の85％以上が白人であり、黒人は4％に満たない。
1946年4月26日、ネイパービル市内で、シカゴ地域では最悪の列車事故が起こった。ルーミス通り踏切の直ぐ西の単線で、シカゴ・バーリントン・アンド・クインシー鉄道のアドバンス・フライヤー号がエクスポジション・フライヤー号に追突した。この事故で死者47人、負傷者100人以上を出した。この事故を記憶するために、ニコルス図書館の側道南東隅に金属象嵌のネイパービル地図が作られた。
ネイパービルにはナイキミサイルC-70サイトを収容する40エーカー (160,000 m2) の土地があった。ここはその後分割されて、オフィスパークとナイキパーク、ネイパービル公園管区の一部となり、サッカー場、ソフトボール場、およびリトルリーグの野球場が出来ている。この場所はネイパービル北部のミル通りとディール道路の南東角にある。
2006年にネイパービルはその1831年の設立から175周年となった。この記念行事では一連の祝賀行事、コンサート、花火および電飾パレードが行われた。

## 地理
ネイパービルは北緯41度44分53秒 西経88度09分56秒 / 北緯41.74806度 西経88.16556度に位置する。
アメリカ合衆国国勢調査局に拠れば、市域全面積は35.5平方マイル (91.9 km2)、このうち陸地は35.4平方マイル (91.7 km2)、水域は0.1平方マイル (0.2 km2)で水域率は0.3％である。
ネイパービル中心街はデュページ郡に位置するが、市域は南に隣接するウィル郡の方に拡がってきた。

### 気候
ケッペンの気候区分に拠れば、ネイパービルは湿潤大陸性気候に属する。年間平均降水量は964mmである。大陸内部にあるために気温の季節変動が大きく、7月の平均気温は 30.4℃、1月は−9.9℃となっている。ミシガン湖からの湖水効果による雪のために冬季にかなりの量の降雪がある。夏季にはしばしば激しい嵐が起こり、その大半は前線の上昇いわゆる午後の上昇気流によって起きる。しかし、ミシガン湖に近いために、上昇気流による嵐はミシガン湖からの冷涼な風によって吹き払われることが多い。

## 人口動態
2008年時点で、ネイパービルの人口はアメリカ合衆国の都市で第167位となっている。
以下は2005年の推計統計データである。
| 基礎データ - 人口: 147,779人 - 世帯数: 48,655世帯 - 家族数: 37,143家族 - 人口密度: 1607人/km2（4162.8人/mi2） - 住居数: 51,636軒 - 住居密度: 561軒/km2（1454.5軒/mi2） 人種別人口構成 - 白人: 80.7% - アフリカン・アメリカン: 3.8% - ネイティブ・アメリカン: 0.2% - アジア人:12.3% - 太平洋諸島系: 0.00% - その他の人種: 1.26% - 混血: 1.48% - ヒスパニック・ラテン系: 5.4% 年齢別人口構成 - 18歳未満: 30.2% - 18-24歳: 7.6% - 25-44歳: 29.4% - 45-64歳: 26.7% - 65歳以上: 6.1% - 年齢の中央値: 35.9歳 - 性比（女性100人あたり男性の人口） - 総人口: 95.9 - 18歳以上: 95.2 | 世帯と家族（対世帯数） - 18歳未満の子供がいる: 45.3% - 結婚・同居している夫婦: 70.0% - 未婚・離婚・死別女性が世帯主: 6.2% - 非家族世帯: 23.7% - 単身世帯: 17.8% - 65歳以上の老人1人暮らし: 3.9% - 平均構成人数 - 世帯: 3.04人 - 家族: 3.55人 収入と家計 - 収入の中央値 - 世帯: 101,470米ドル - 家族: 123,485米ドル - 人口1人あたり収入: 44,787米ドル - 貧困線以下 - 対人口: 3.4% - 18歳以下: 2.8% - 65歳以上: 6.4% |

## 経済
ネイパービルはイリノイ州技術研究回廊の中にある。主な雇用主としては、ベル研究所の地にあるアルカテル・ルーセント、BP研究所、ナルコ・ホールディング社、ニコール、カラモス・インベストメンツ、クラフトフーヅ、およびエドワード病院がある。テラブスとレイドローがネイパービルに本社を構え、コンアグラの食料品事業部は元アライド・ヴァン・ラインズの本社があった所に事務所を構えている。オフィスマックスは2006年にネイパービルに本社を移してきた。プレキャスト・コンクリートの主要製造会社であるデュケーン・プレキャストが本社と工場を構えている。
ネイパービル地域には中心街にあるメインストリート・プロムナード、フリーダム・コモンズ、スプリングブルック・プレーリー・パビリオンのような多くの人気有る小売店、レストランおよびショッピングセンターがあり、およびイリノイ州道59号線とオグデンアベニュー回廊が通っている。また11の自動車ディーラー店があり、2006年10月には150万ドルをかけて国内でも初の官民共同自動車テストコース（面積36,000 m2) を開設した。

## 芸術と文化

### 公共図書館

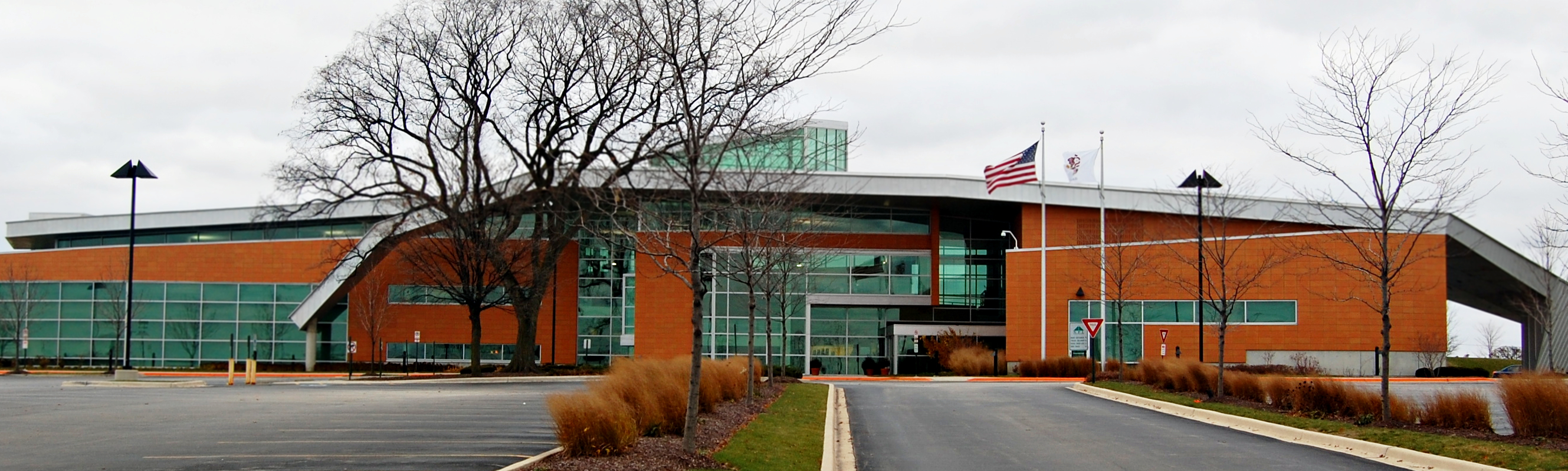
95番通りにあるネイパービル公共図書館本部

雑誌「アメリカン・ライブラリーズ」は、1999年から2006年まで8年連続でネイパービル公共図書館をアメリカ合衆国の人口10万人以上25万人未満の都市で第1位にランクした。
市域内には3つの公共図書館がある。
- ニコルス図書館、中心街ジェファーソン通り西200に位置する。1986年以降この地にあり、面積は63,000平方フィート (5,800 m2) である[34]。以前の図書館もワシントン通り、YMCAビルの直ぐ南に現存する。
- ネイパー・ブールバード図書館、1992年12月開館、1996年内部改修。ネイパー・ブールバード南2035に位置する。3つの図書館の中では最小で、面積は32,000平方フィート (3,000 m2) である[34]。
- 95番通り図書館、95番通りとイリノイ州道59号線の交差点近く、シーダーグレード・ドライブ3015（ニューカ・バレー高校の直ぐ西）にある。2003年9月に開館した最新のものであり、3館の中で最大（面積73,000平方フィート (6,800 m2) であり[34]、現代的な曲線を描く建築スタイルである。

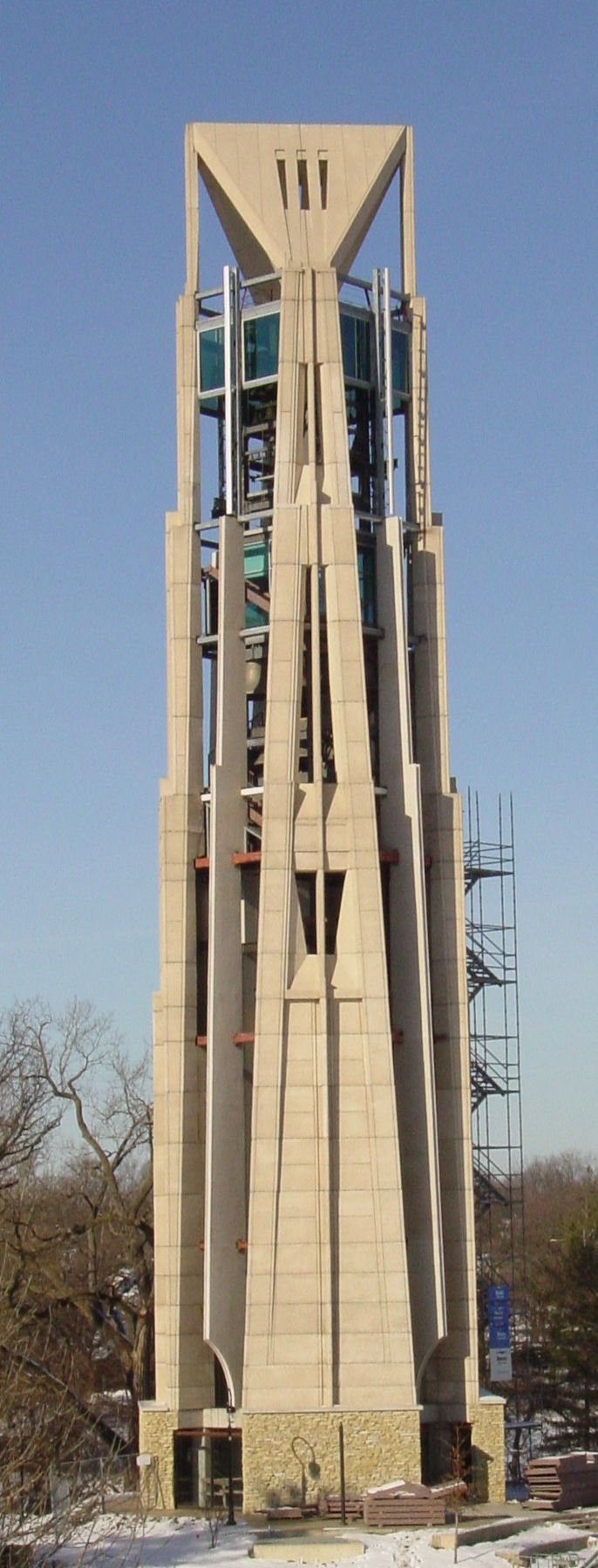
モーザー・タワー、ミレニアム・カリヨンを収容する

2005年、地元技術系会社が図書館のインターネット・コンピュータに入るためのより簡便な方法として指紋スキャナーを導入する契約を受け、これがその後に議論を呼んだ。その後の試験の結果、この技術は導入されなかった。
3つの図書館は市民によって良く使われており、入館者は年間150万人、貸し出し図書は同400万冊となっている。

### 観光

#### モーザー・タワーとミレニアム・カリヨン
1999年、ネイパービルはホワイトハウス・ミレニアム・コミュニティに指定された。これはモーザー・タワーとミレニアム・カリヨンを建設したことによっていた。モーザー・タワーはオーロラ・アベニューの直ぐ北、リバーウォーク公園内ロータリーヒルの麓にある。ミレニアム・カリヨンはグランド・カリヨンとして指定され、72の鐘があって、6オクターブを演奏できることでは世界に4つしかないものの1つである。2000年6月29日に行われた独立記念日行事で除幕され、15,000人以上の観衆が出席し、ネイパービル市民バンドとネイパービル男声合唱団およびフェスティバル・コーラスの演奏があった。カリヨンは手動でもコンピュータ制御でも演奏でき、大半の演奏は手で行われたが、この日の設定時刻には半分の鐘がコンピュータ制御で演奏された。モーザー・タワーは2007年夏に公開された。塔のデザインはプレキャスト・プレストレスト・コンクリート社から「ベスト・カスタム・ソリューション」賞を贈られた。

#### リバーウォーク
ネイパービル・リバーウォークはデュページ川西支流沿いの延長6キロメートルの歩道である。その建設計画はネイパービル設立150周年記念事業として1981年に始められた。ボランティアの時間と金および材料を使い、以前は目を覆ったような景色が大きな見どころに変わった。その曲がりくねった道はネイパービル中心街まで延び、さらに住宅地域にも入っている。途中には噴水、ベンチ、景観の良い橋、および円形劇場がある。このリバーウォークはネイパービル・リバーウォーク基金によって「王冠の宝石」と呼ばれている。

### メディア

#### 新聞
- ザ・ネイパービル・サン
- ザ・デイリー・ヘラルド
- シカゴ・サバーバン・ニューズ - ネイパービル支局[40]

#### ラジオ
- WPFP, 1610 AM は緊急放送、市広報、および道路情報を流している[41]
- WONC はノースセントラル・カレッジのラジオ局である
- 'ストップ・アンド・ゴー・ラジオ'、インターネット経由のコミュニティラジオ局[42]

#### テレビ
- ネイパービル・コミュニティテレビ、17チャンネル[43]

## 公園とレクリエーション

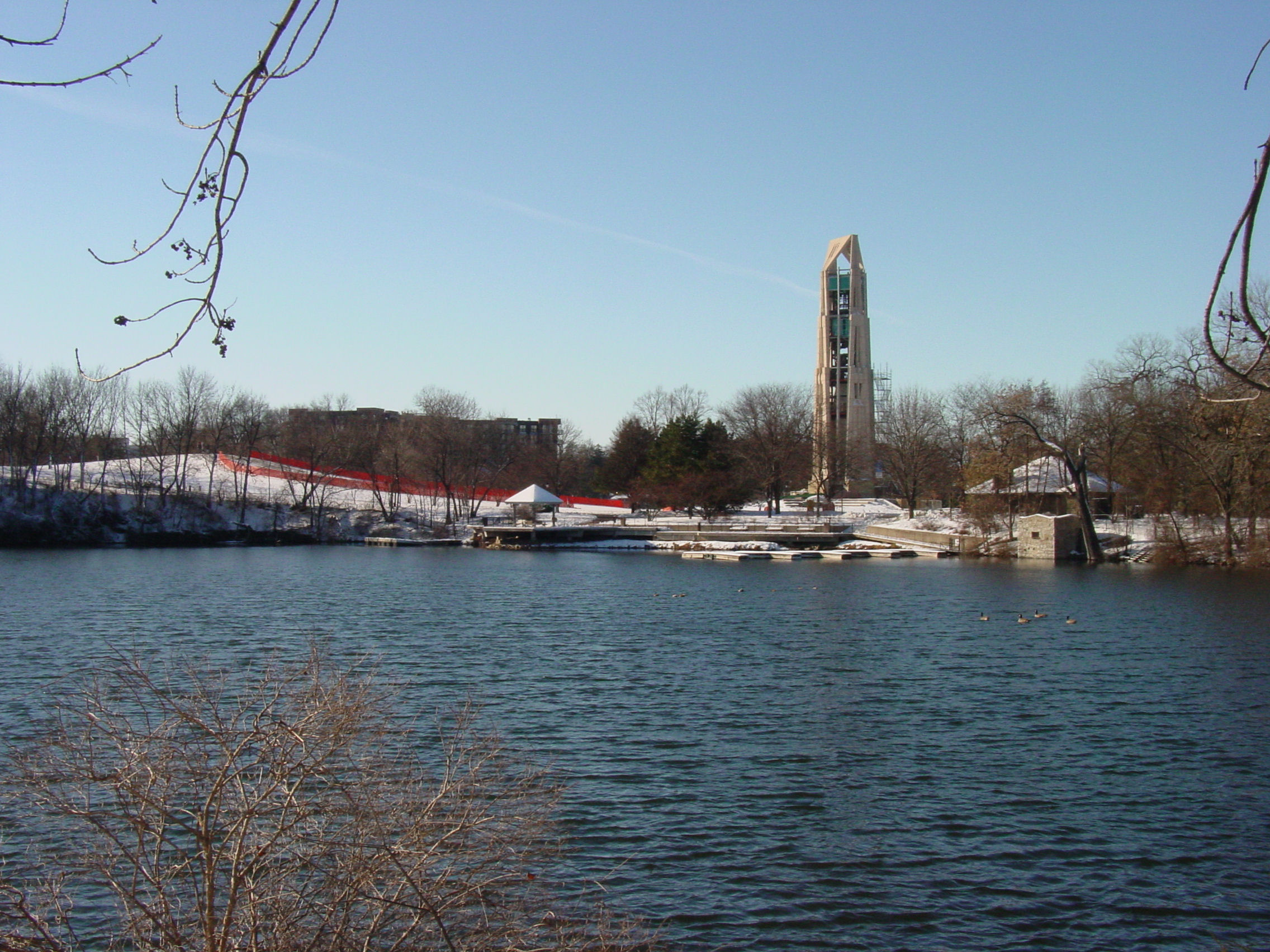
イーグル通りのジャクソン通り近くからリバーウォークの採石場を望む。モーザー・タワーが背景中央右、ロータリーヒル（橇遊びに使われる）が背景左にある

ネイパービル公園管区がネイパービルと周辺住人のレジャーとレクリエーション活動を管理し提供している。この公園管区は1966年の住民投票で設立された。2007年時点で、130以上の公園と4つのスポーツ複合施設を併せ、2,400エーカー (9.6 km2) 以上を管理している。この公園管区はスプリングブルックとネイパーブルックの2箇所のゴルフ場も管理している。またネイパービル・リバーウォークも管理している。
この公園管区が管理しているのは他に次のものがある。
- センテニアル・ビーチ、隣接するセンテニアル公園を含む
- スケートボードとインラインスケー用公園、フロンティア・スポーツ複合施設とセンテニアル公園の2箇所
- コミッショナーズ公園、2006年にオープンした初めての公式クリケット場を含む
- アルフレッド・ルービン・リバーウォーク・コミュニティセンター
- コミュニティ・ガーデン・プロッツ、ウェスト通りにある
- ノック・クノールズ公園、9ホールのディスクゴルフ・コースがある、ノック・クノールズ道路沿いにある
- ネイパービル・スポーツマン・クラブ、射撃練習場

## 行政
ネイパービルは市政委員会・シティマネジャー方式を採用しており、1人のシティマネジャー、1人の非常勤市長および8人の委員による市政委員会で運営されている。現在の市長A・ジョージ・プラデルは常勤で務めているが、必須ではない。

### 警察
ネイパービル警察署は180人以上の警官を雇用している。2008年10月5日、「ザ・バイオグラフィー・チャンネル」が『婦人部隊』と題する番組の放映を始めた。これはネイパービル警察署の18人の婦人警官を追跡している。

## 教育

### 高等教育機関
- ノースセントラル・カレッジ、ネイパービルの住宅歴史地区に59エーカー (236,000 m2) のキャンパスを構えている。1861年に統一メソジスト教会の前身が設立し、1870年以来ネイパービルにある。現在も統一メソジスト教会の傘下にある。
- 北イリノイ大学、ディール道路沿いにサテライトキャンパスを持っており、広さは113,000平方フィート (10,500 m2)、幾つかの学位を提供している。
- デポール大学、1997年以来、ウォーレンビル道路沿いにサテライトキャンパスを持っている。
- デュページ・カレッジのネイパービル地域センター、リッカート・ドライブ沿いにある[47]。
- デブリー大学、ウェスティングス・アベニュー沿いにサテライトキャンパスを持っている。
- ガバナーズ州立大学、95番通り西に最近サテライトキャンパスを開設した。
- ノースウェスタン・ビジネス・カレッジ、ノースミル通り沿いにキャンパスがある。
- イリノイ大学システム、2007年にビジネス革新サービス・キャンパスを開設した[48]。

### 小中等学校
市内には幼稚園生から12年制までの公共教育を管轄する教育学区が2つ有る。他に多くの私立および教区立学校もある。ネイパービル・コミュニティ教育学区203は1972年に小学校区と高等学校区の合併で設立され、ネイパービルの中心部と隣接するライルとボーリングスブルックを管轄している。現在の学区内学校の建物は1928年から1990年に建てられたものである。ネイパービル市域内にはネイパービル中央高校とネイパービル北高校の2つの高校、4つの中学校、14の小学校が入っている。5番目の中学校としてケネディ中学校がライルの町にある。
インディアン・プレーリー教育学区204も1972年に学区の合併で誕生した。ニューカ・バレー高校、4つの中学校、14の小学校が全てネイパービル市内にある。ウォーボンジー・バレー高校はオーロラ市内にあるが、ネイパービル市民が入学できる。3番目の高校メテア・バレー高校は2009年8月20日に開校した。この学区はネイパービルの西部と南西部、オーロラ市東部およびボーリングスブルックとプレインフィールドの一部を管轄している。学区の他の学校はオーロラ市とボーリングスブルックに位置しているが、ネイパービルの生徒も受け入れている。

## インフラ

### 健康管理
ネイパービル中心街の直ぐ南ワシントン通りにあるエドワード病院は市内の主要病院である。隣接するウィンフィールドのセントラル・デュページ病院やダウナーズグローブのアドボケイト・グッド・サマリタン病院もネイパービル市内に傘下医療事務所を運営している。

### 公益事業
ネイパービル市はシカゴとミシガン湖から上水の供給を受けている。ガス供給者はニコールであり、市内に本社がある。

### 交通

#### 鉄道
1864年にシカゴ・バーリントン・アンド・クインシー鉄道が開通しシカゴと結ばれた。現在はBNSF鉄道に属しており、ネイパービル市内にはネイパービル駅と国道59号線駅の2つの駅がある。メトラはシカゴ・ユニオン駅からオーロラまで通勤列車を運行しており、アムトラックは4種の長距離列車を運行している。イリノイ・ゼファー号とカール・サンドバーグ号はクインシー行き、カリフォルニア・ゼファー号はカリフォルニア州オークランド行き、サウスウェスト・チーフ号はロサンゼルス行きである。ネイパービル駅には全ての列車が停車する。

#### バス
地域交通公社がペイス・バスを運行し、メトラの地域鉄道駅への接続バスや、地元での日中の運行を行っている。ペイスはネイパービルからオーロラ（ウェストフィールド・フォックスバレー・モール行き）とウィートン（デュページ・カレッジ行き）へのバス便も運行している。

#### 空港
ネイパービルの西端にはネイパー・エアロクラブ飛行場という民間の空港もある。この飛行場はアクロバット飛行リマ・リマ・フライトチームの本拠地としても有名である。

#### 道路
ロナルド・レーガン記念有料道路（州間高速道路88号線の有料部分）がネイパービル市北縁近くを走っており、州間高速道路55号線はボーリングブルックとロメオビルを通って市内の南部を走っている。

##### 通り名の付け方
ネイパービル市内の東西の通りとその名前は75番通りから（83番通りと87番通りなどを含む）南で、シカゴ市の格子状道路配置にほぼ従っている。例えば、75番通りで東にウィローブルックで州道83号線とぶつかる所まで行くと、シカゴ市内の75番通りに入ることになる。しかし、ネイパービルの古い部分には別の番号を付した格子があり、中心街のメイン・ストリートとベントン通りに始まり、BNSF鉄道線の直ぐ北にある4番アベニューと5番アベニューを経て15番アベニューまで続く。古い体系の数字は中心街を出発点にして南から北に上がり、もう一つの格子配置では北から南に番号付けされている。
地形を元にした名前付けの系統もあり、ウェスト通りとノース通りは市の古い境界を示している。また市内から何処に行くかによって付けられた名前もある。例えばネイパー・プレインフィールド道路はプレインフィールドに向かっており、オーロラ・アベニューはオーロラに向かい、シカゴ・アベニューからシカゴに向かっている（55番通りに入る前にライルでメイプル・アベニューに変わる）。オスウェゴ道路はかつてアメリカ国道34号線を経てオスウェゴに向かっていたが、現在は国道と結ばれておらず、直接オスウェゴに行くことはできない。その他の主要大通りとしては、ディール道路、ベイリー道路、ホブソン道路、モダフ道路およびウェールリ道路があり、これらはこの地域初期の農業開拓者の名前が採られている。またオグデン・アベニューはシカゴ初代市長に因むものである。

## 著名な住人
- クリス・ブラウン（1981年-）、NFLアメリカンフットボール選手
- ジョ・カーダッチ（1955年-）、著作家、映画脚本家、レコードプロデューサー、SSTレコードの元共同所有者
- オーウェン・ダニエルズ（1982年-）、NFLアメリカンフットボール選手
- デイビッド・アイゲンバーグ（1964年-）、俳優、セックス・アンド・ザ・シティに出演
- シェーン・ゲリッケ（1956年-）、著作家、
- ジェリー・ヘアストン・ジュニア（1976年-）、MLBメジャーリーグベースボール選手
- カレーム・イルファン（1958年-）、イスラム教徒活動家、弁護士
- ハリー・カラス（1936年-2009年）、スポーツキャスター
- エヴァン・ライサチェク（1985年-）、フィギュアスケート選手、2010年バンクーバーオリンピック金メダリスト
- ボブ・マクミラン（1970年-）、アリーナフットボール選手、コーチ
- ボブ・オーデンカーク（1962年-）、コメディアン、俳優、作家、ディレクター、プロデューサー、Mr. Show with Bob and Davidに出演
- ババテュンド・オシノウォ（1983年-）、NFLアメリカンフットボール選手
- ダニール・パナベイカー、女優
- アンソニー・パーカー（1975年-）、NBAバスケットボール選手
- キャンデース・パーカー（1986年-）、WNBA女子バスケットボール選手
- ショーン・ペイトン（1963年-）、NFLアメリカンフットボール・ヘッドコーチ
- ジェフ・ペザッティ、Naked Raygunのリードボーカル
- A・ジョージ・プラデル、ネイパービル市長（1995年-）
- ヒラリー・スコット（1983年-）、女優
- ポール・セレノ（1957年-）、古生物学者
- ジム・サンフェルド（1964年-）、音楽家、Hootie & the Blowfish所属
- ダグラス・ダリエン・ウォーカー、コメディアン、俳優、That Guy with the Glassesに出演
- ケニー・ウィリアムズ（1964年ー）、MLBメジャーリーグベースボール選手、監督
- ポーラ・ザーン（1956年-）、ニューズキャスター
- ロバート・ゼーリック（1953年-）、世界銀行総裁

## 姉妹都市
スロバキアのニトラは、1993年11月17日以来ネイパービルの公式姉妹都市である。ニトラは鉄のカーテンが無くなってもたらされた民主主義のためにある都市と特別の絆を生みたいと考えた。他にも以下のような両市の類似性が選定の理由になった。
- 中心街にリバーウォークがある
- カレッジの町である
- 気候が類似している
- 人口が10万人を超えた規模である

この姉妹関係の始まりから、ネイパービル姉妹都市委員会は様々な行事や派遣者の支援を通じて両市の絆を強めようとしている。その計画の当初の目標は異文化を認知する程度を増すことと国際的友好関係を促進すること、および友好関係をさらに成功させることである。
2002年、姉妹都市委員会は青年野球交換事業を支援することとし、ネイパービル市内にある4つの高校から15人の選手を選別してネイパービル・ペイトリオッツとしてニトラに派遣した。このチームはスロバキア中を旅し、新結成のニトラ・リトル・ジャイアンツと試合をし、指導した。ヘッドコーチのデイブ・ペリロと主将のジェイソン・フィッテラーおよびロブ・ロシクがニトラの選手の指導を行い、成功だった。ネイパービル・ペイトリオッツはアメリカ合衆国からスロバキアに来た初めての野球チームということでその栄誉を享受した。
この交換に加えて、以下のような交流促進を行った。
- イリノイ州姉妹都市会議の開催（2000年）
- スロバキア文化遺産週間の共同開催、スロバキアの民族音楽家と交流（1999年）
- ニトラからの派遣者12人を歓待（1997年、1994年）
- ニトラへ12人の代表団を派遣（1998年、1993年）
- YMCAのキャンプ・カウンセラー交換、ニトラからの野球チーム歓待（1998年）

1999年、ネイパービルのアワー・セビアズ・ルーテラン教会がニトラに教会を再建するために275,000ドルの篤志を集め、翌年に送金された。ナルコ社と教育学区203および204が1993年以来、6,000ポンドの本をニトラに送ってきた。